# Patrófilo de Citópolis
Patrófilo foi um bispo ariano de Citópolis durante o início do século IV. Ele foi um opositor de Atanásio de Alexandria, que o descreveu como sendo um πνευματόμαχος ou um "combatente contra o Espírito Santo". Quando Ário foi exilado na Palestina em 332, Patrófilo o acolheu com prazer.
Filostórgio o lista como sendo um dos bispos arianos 
Em 354-5, ele atuou em conjunto com Acácio de Cesareia para depor o bispo de Jerusalém, Máximo III, que apoiava o credo de Niceia, para substituí-lo por Cirilo, que eles acreditavam ser também um ariano. Ele também supervisionou o exílio de Eusébio de Vercelli em Citópolis - Eusébio o apelidou de "carcereiro".
Em 359, ele foi um dos membros da delegação ao imperador romano Constâncio II que protestou contra a deposição de membros arianos do clero por Basílio de Cesareia.
Filostórgio menciona que após a sua morte, seu corpo foi desenterrado e seus ossos foram dispersados em 361 durante a rebelião pagã sob o imperador Juliano, o Apóstata.